# Горен Верапас
Горен Верапас (на испански: Alta Verapaz) е един от двадесет и двата департамента на Гватемала. Столицата на департамента е град Кобан. Населението е 1 294 000 жители (по изчисления от юни 2016 г.).

## Общини
Долен Верапас е разделен на 16 общини някои от които са:
1. Кобан
2. Сан Кристобал Верапас
3. Санта Каталина ла Тинта
4. Санта Крус Верапас
5. Тактик